# Peter Brook
Peter Stephen Paul Brook (Londra, 21 marzo 1925 – Parigi, 2 luglio 2022) è stato un regista britannico.

## Biografia
Peter Stephen Paul Brook nacque a Londra Chiswick nel 1925. Il padre, Simon Brook, nato in Lettonia da una famiglia di piccoli negozianti, emigrò giovanissimo, nel 1907, a Parigi per motivi politici, seguito dalla ragazza che sarebbe diventata di lì a poco sua moglie, Ida Janson. Entrambi si laurearono in Scienze alla Sorbona di Parigi. Si trasferirono a Liegi e poi a Londra dove iniziarono a lavorare per l'industria bellica. Presero la cittadinanza inglese, e l'originale cognome Bryk, già trasformato in Francia in Brouck, divenne definitivamente Brook.
Passò la sua infanzia con i  genitori e il fratello maggiore Alexis, in un clima familiare abituato a una mentalità liberale e scientifica, ricco di interessi culturali, tanto che si avvicinò ben presto alla letteratura, al teatro e al cinema. Grazie alla passione del padre per i viaggi, il giovane Brook poté conoscere le principali capitali europee. Studiò al Gresham's School ed alla Università di Oxford, dove si laureò, ma e il suo incontro col teatro fu casuale. 
Dopo essersi affermato in Gran Bretagna, divenne noto al resto dell'Europa grazie al tour del Tito Andronico nel 1955; Brook è ancora oggi unanimemente annoverato tra i maggiori interpreti (per mezzo delle sue regìe) di Shakespeare, di cui mise in scena anche diverse opere minori. Il suo interesse però non sarà volto solo al teatro elisabettiano, ma anche ai maggiori autori contemporanei. Ebbe modo di lavorare con John Gielgud e Paul Scofield, due dei più grandi attori teatrali britannici.
Brook è morto 97enne nel 2022 a Parigi.

## Vita privata
Nato in Lettonia da una famiglia di piccoli negozianti, emigrò giovanissimo, nel 1907, a Parigi per motivi politici, seguito dalla ragazza che sarebbe diventata di lì a poco sua moglie, Ida Janson. 
Dal 1951 al 2015 fu sposato con l'attrice Natasha Parry, con cui ebbe due figli: Simon (regista) e Irina (attrice).

## La sua opera
Dopo essersi confrontato con molte opere, tra le quali l'Amleto del 1955 e il Re Lear del 1962, per Brook arriverà Marat/Sade di Peter Weiss nel 1964, nel quale si nota l'influenza di Jerzy Grotowski). Verrà poi Orghast, considerato il più portentoso lavoro sulla lingua mai realizzato in teatro, nel 1971 a Persepoli, in Iran. Nel 1985 fu la volta del Mahābhārata, la sua opera più imponente, considerata anche come una summa del lavoro di Brook, della durata di nove ore, da cui viene tratto anche un film. Il Mahābhārata sarà il frutto della collaborazione con Jean-Claude Carrière.
Brook fu un discepolo dell'insegnamento di Georges Ivanovič Gurdjieff, che gli venne impartito principalmente da Jeanne de Salzmann. Tracce dell'insegnamento di Gurdjeff furono comunque presenti in tutta la sua riflessione teorica sul teatro, e sulla vita di Gurdjeff fu incentrato il suo lungometraggio Incontri con uomini straordinari.
Nel 1968, in parallelo con un'altra opera fondamentale per la cultura teatrale contemporanea, Verso un teatro povero, di Jerzy Grotowski pubblica Lo spazio vuoto (The Empty Space).
Nel 1998 fu anche pubblicata Threads of Time: Recollections, la sua autobiografia, edita in italiano nel 2001 con il titolo I fili del tempo. 
Nel 1989 è stato insignito del Premio Europa per il Teatro. Dopo aver messo in scena in lingua inglese The Tragedy of Hamlet, nel teatro Bouffes du Nord, da lui stesso diretto, Peter Brook, nell'estate del 2001, decise di farne anche un adattamento cinematografico. Nel 2002, il già settantasettenne regista britannico dirigerà il suo settimo, ed attualmente ultimo, film, La tragedia di Amleto.
Peter Brook fu direttore del Théâtre des Bouffes du Nord a Parigi. Le sue ultime regie sono state: Tierno Bokar di Amadou Hampâté Bâ nel 2004 (in scena a febbraio 2005 al Teatro Stabile di Napoli, il Mercadante) e Sizwe Banzi est mort di Athol Fugard, John Kani e Winston Ntshona nel 2006. Nel 2012/2013 ritorna in Italia con The Suit, nuovo adattamento del celebre Costume tratto dal racconto di Can Themba, a Roma, Pistoia, Napoli e Perugia, con adattamento e messa in scena di Marie-Hélène Estienne e Franck Krawczyk, traduzione a cura di Luca Delgado, con gli attori Nonhlanhla Kheswa, Jared McNeill, William Nadylam, Rikki Henry, i musicisti Arthur Astier (chitarra), Raphaël Chambouvet (piano), David Dupuis (tromba), e il disegno luci di Philippe Vialatte.
Durante l'edizione 2013 del Napoli Teatro Festival, Brook presentò in anteprima mondiale uno studio sul personaggio ispirato dal racconto breve di Samuel Beckett Lo spopolatore, con la collaborazione artistica di Marie-Hélène Estienne, interpretato da Miriam Goldschmidt, nella traduzione di Luca Delgado.
Nel 2014 Brook diresse The Valley of Astonishment, in scena a Londra, Parigi, New York e in Italia al Teatro il Funaro di Pistoia e al Teatro Cucinelli di Solomeo (PG), per la traduzione ancora a cura di Luca Delgado, con gli attori Kathryn Hunter, Marcello Magni, Jared McNeill e i musicisti Raphaël Chambouvet e Toshi Tsuchitori.
Come dirà egli stesso, il suo approccio teatrale scaturiva da un "impulso informe", senza alcuna tecnica; il lavoro si concentrava principalmente sugli attori, che dovevano sentirsi liberi di dare tutto il loro apporto allo spettacolo. Sarà proprio lui, il regista, ad indirizzarli poi sulla "retta via". Per Brook il regista fu sempre colui  che prende decisioni e guida l'attore. Le tre parole che danno vita all'evento teatrale per Brook sono répétition, répresentation e assistance. Tre parole dal francese, tre elementi necessari perché l'evento prenda vita:
- Répétition, ovvero le prove, dove l'attore cerca di migliorarsi;
- Représentation, rappresentazione, è la messa in scena, l'elemento mortale della ripetizione si perde nella serata della "prima";
- Assistance, l'assistere, che permette alla rappresentazione di aver luogo nel modo esatto: l'attore non potrà fare tutto da solo, servirà una attenta e coinvolta, ma straniante, partecipazione del pubblico.

## Teatro
1942
- Doctor Faustus di Christopher Marlowe, Torch Theatre, Londra.

1945
- Man and Superman di George Bernard Shaw, Birmingham.
- King John di William Shakespeare, Birmingham Repertory Theatre.
- The Lady from the Sea di Henrik Ibsen, Birmingham Repertory Theatre.
- The Infernal Machine di Jean Cocteau, Chenticler Theatre Club, Londra.

1946
- Love's Labour's Lost di Shakespeare, Stratford upon Avon
- The Brothers Karamazov, da Fëdor Michajlovič Dostoevskij, Lyric Theatre, Londra.
- Vicious Circle, di Jean Paul Sartre, Arts Theatre, Londra.

1947
- Romeo and Juliet di Shakespeare, Stratford upon Avon
- The Respectful Prostitute, di Jean Paul Sartre, Lyric Theatre, Londra.

1949
- Dark of the Moon, di H. Richardson e W. Berney, Ambassador's Theatre, Londra.

1950
- Ring Round the Moon di Jean Anouilh, Globe Theatre, Londra.
- Measure for Measure di Shakespeare, Stratford upon Avon.
- The Little Hut di A. Roussin, Lyric Theatre, Londra.

1951
- La mort d'un commis voyageur di Arthur Miller, Théatre National, Bruxelles.
- Penny for a Song di John Whiting, Haymarke Theatre, Londra.
- A Winter's Tale, di Shakespeare, Phoenix Theatre, Londra.

1952
- Colombe, di Anouilh, New Theatre, Londra.

1953
- Venice Preserved, di Thomas Otway, Lyric Theatre, Londra.

1954
- The Dark is Light Enough, di Christopher Fry, Aldwich Theatre, Londra.
- House of Flowers, di Truman Capote, New York.

1955
- The Lark, di Anouilh, Londra.
- Titus Andronicus, di Shakespeare, Stratford upon Avon.
- Hamlet, di Shakespeare, Phoenix Theatre, Londra.

1956
- A View from the Bridge di Arthur Miller, Comedy Theatre, Londra.
- La Chatte sur un toit brulant di Tennessee Williams, Théatre Antoine, Parigi.
- The Power and the Glory di Graham Greene, Phoenix Theatre, Londra.
- The Family Reunion, di T. S. Eliot, Phoenix Theatre, Londra.

1957
- The Tempest, di Shakespeare, Stratford upon Avon.
- Both Ends Meets, di Arthur Macrae, Apollo Theatre, Londra.

1958
- Vue du pont di Arthur Miller, Théatre Antoine, Parigi.
- The Visit di Friedrich Dürrenmatt, New York e Londra.

1959
- Irma la douce, commedia musicale, libretto di Alexandre Breffort, Lyric Theatre, Londra.
- The Fighting Cock, di Anouilh, New York.

1960
- Le Balcon di Jean Genet, Théatre du Gymnase, Parigi.

1962
- King Lear, di Shakespeare, Stratford upon Avon, Londra e New York.

1963
- La Danse du Sergent Musgrave di John Arden, Théatre de l'Athénée, Parigi.
- The Phisicists, di Friedrich Dürrenmatt, Royal Shakespeare Theatre, Aldwych Theatre, Londra.
- Le Vicaire di Rolf Hochhuth, Théatre de l'Athénée, Parigi.

1964
- Marat/Sade di Peter Weiss, Royal Shakespeare Theatre, Aldwich Theatre, Londra e New York.
- The Screens, di Jean Genet, Donmar Theatre, Londra.

1965
- The Investigation di Peter Weiss, Royal Shakespeare Theatre, Aldwich Theatre, Londra.

1966
- U.S. testo scritto in collaborazione con Denis Cannan, Royal Shakespeare Theatre, Aldwich Theatre, Londra.

1968
- Oedipus di Seneca, National Theatre, Londra.
- Esercizi su La tempesta di Shakespeare, Théatre des nations, Parigi.
- The Tempest di Shakespeare, Royal Shakespeare Theatre, Aldwich Theatre, Londra.

1970
- A Midsummer Night's Dream, di Shakespeare, Stratford upon Avon. (1972: New York e tournée mondiale).

1971
- Creazione del CIRT.
- Orghast di Ted Hughes, Persepoli.
- Viaggio in Africa.

1974
- Creazione del Centre International de Créations Théâtrales.
- Apertura del Théâtre des Bouffes du Nord a Parigi.
- Timon d'Athens di Shakespeare, Bouffes du Nord.

1975
- Les Iks, Bouffes du Nord.

1977
- Ubu aux Bouffes, da Ubu re di Alfred Jarry, Bouffes du Nord.

1978
- Mesure pour Mesure di Shakespeare, Bouffes du Nord.
- Anthony and Cleopatra di Shakespeare, Royal Shakespeare Theatre e Stratford upon Avon.

1979
- La conference des oiseaux di Jean-Claude Carrière, Bouffes du Nord.
- L'os, Bouffes du Nord.

1981
- La cerisaie di Anton Čechov, Bouffes du Nord.

1984
- Tchin Tchin di François Billedoux, Theatre Monparnasse, Parigi.

1985
- Le Mahabharata, adattamento di Jean-Claude Carrière del poema epico indiano, Bouffes du Nord. Con Mamadou Dioume

1988
- The Cherry Orchard di Anton Čechov, Majestic Theatre, Brooklyn (NY).

1990
- The Tempest di Shakespeare, Bouffes du Nord.

1993
- The Man Who tratto da L'uomo che scambiò sua moglie per un cappello di Oliver Sacks, Bouffes du Nord.

1995
- Oh les beaux jours di Samuel Beckett, Buoffes du Nord in coproduzione con Vidy ETE di Losanna.
- Qui est là, tratto da testi di Antonin Artaud, Bertolt Brecht, Gordon Craig, Vsevolod Mejerchol'd, Konstantin Stanislavskij e Zeami, Bouffes du Nord.

1998
- Je suis un phénomène tratto da Una memoria prodigiosa di Aleksandr Lurija, Bouffes du Nord.

1999
- Le costume di Can Themba, Bouffes du Nord.

2000
- The Tragedy of Hamlet tratto da Shakespeare, Bouffes du Nord.

2002
- Far Away di Caryl Churchill, Bouffes du Nord.
- La mort de Krishna dal Mahābhārata, Bouffes du Nord.

2003
- Ta main dans la mienne di Carol Rocamora, Bouffes du Nord.

2004
- Tierno Bokar tratto da Amadou Hampâté Bâ, Bouffes du Nord.
- Le grand inquisiteur, tratto da I fratelli Karamazov di Fëdor Dostoevskij, Bouffes du Nord.

2007
- Sizwe Banzi is Dead di Athol Fugard, John Kani e Winson Ntshona, Bouffes du Nord.

2008
- Fragments di Samuel Beckett, Bouffes du Nord.

2009
- Love is my sin tratto da Shakespeare, Bouffes du Nord.

2011
- Un Flauto Magico da Wolfgang Amadeus Mozart, Piccolo Teatro di Milano.

2013
- The Suit, tratto dal racconto di Can Themba, Bouffes du Nord.
- Lo spopolatore di Samuel Beckett, Bouffes du Nord.

2014
- The Valley of Astonishment, Bouffes du Nord.

## Filmografia

### Sceneggiatore

#### Cinema
- Il signore delle mosche (Lord of the Flies), regia di Peter Brook (1963)
- Ride of the Valkyrie, regia di Peter Brook – cortometraggio (1967)
- Tell Me Lies (Tell Me Lies - A story about London), regia di Peter Brook (1968)
- Re Lear (King Lear), regia di Peter Brook (1971)
- Incontri con uomini straordinari (Meetings with Remarkable Men), regia di Peter Brook (1979)
- La tragédie de Carmen, regia di Peter Brook (1983)
- The Tightrope (Peter Brook: The Tightrope), regia di Simon Brook (2012)

#### Televisione
- Box for One – cortometraggio TV (1949)
- Wednesday Theatre – serie TV, episodio 1x04 (1953)
- Omnibus – serie TV, episodio 2x03 (1953)
- Appointment with Drama – serie TV, episodio 1x02 (1955)
- Telefonboksen, regia di Bent Christensen – film TV (1956)
- Box for One – film TV (1958)
- Puhelinkioski, regia di Seppo Wallin – film TV (1964)
- Misura per misura (Mesure pour mesure), regia di Peter Brook – film TV (1979)
- La cerisaie, regia di Peter Brook – film TV (1982)
- Il Mahabharata (The Mahabharata), regia di Peter Brook – miniserie TV (1990)
- The Tragedy of Hamlet, regia di Peter Brook – film TV (2002)

### Regista

#### Cinema
- Il masnadiero (The Beggar's Opera) (1953)
- Moderato cantabile (1960)
- Il signore delle mosche (Lord of the Flies) (1963)
- Marat/Sade (1967)
- Ride of the Valkyrie – cortometraggio (1967)
- Tell Me Lies (Tell Me Lies - A story about London) (1968)
- Re Lear (King Lear) (1971)
- Incontri con uomini straordinari (Meetings with Remarkable Men) (1979)
- La tragédie de Carmen (1983)

#### Televisione
- Both Ends Meet – film TV (1954)
- ITV Play of the Week – serie TV, episodi 1x23-2x27 (1956-1957)
- Misura per misura (Mesure pour mesure) – film TV (1979)
- La cerisaie – film TV (1982)
- Il Mahabharata (The Mahabharata) – miniserie TV (1990)
- The Tragedy of Hamlet – film TV (2002)

### Attore

#### Cinema
- Riccardo III - Un uomo, un re (Looking for Richard), regia di Al Pacino – documentario (1996)

## Onorificenze

### Onorificenze straniere
Ricevetto il Premio Nonino "Maestro del nostro tempo" nel 1991.

### Letture di approfondimento
- Freeman, John; The Greatest Shows on Earth: World Theatre from Peter Brook to the Sydney Olympics, Oxford.
- Heilpern, John; Conference of the Birds: The Story of Peter Brook in Africa, Faber, 1977.
- Hunt, Albert e Geoffrey Reeves; Peter Brook (Directors in Perspective), Cambridge University Press, 1995.
- Trewin, J. C.; ììPeter Brook: A Biographyìì, 1971.
- Zohar, Ouriel, Meetings with Peter Brook, Zohar, Tel-Aviv, 1990, p. 176 (in ebraico).